# Cabana de volta de dovelles al Talladell
Cabana de volta de dovelles al Talladell és una obra de Tàrrega (Urgell) protegida com a Bé Cultural d'Interès Local.

## Descripció
Construcció rural de planta rectangular amb el parament de blocs de pedra calcària de mida mitjana amb molta terra com a lligam. Els blocs no estan gaire treballats, excepte a les dovelles. Les pedres mitjanes es troben ben falcades amb d'altres més petites. La façana està construïda arran de la volta està enrunada parcialment (sobretot, la part de l'obertura) i té algunes pintades. La coberta és de volta adovellada de pedra de molta amplada, que comença a uns 130 cm del terra. Està en bon estat i una part del sostre s'observa fumada. Hi ha una gran quantitat de vegetació sobre la coberta. Els contraforts laterals són de grans dimensions a causa de la important amplada de la volta. El portal, ja no conserva cap element però probablement estava solucionat amb una llinda i brancals formats de grans blocs de pedra sorrenca molt treballada. L'interior de la cabana està ple de runa però l'estructura es conserva en bon estat, amb la paret posterior recolzada en roca mare. Els elements més característics que s'hi aprecien són la menjadora de pedra totalment devastada, els prestatges de pedra encastats i dos armaris a la part interior de la façana principal.